# Носик, Владимир Бенедиктович
Влади́мир Бенеди́ктович Но́сик (род. 3 апреля 1948, Москва) — советский и российский актёр театра и кино. Народный артист Российской Федерации (2016). Член КПСС с 1974 года.

## Биография
Родился 3 апреля 1948 года в Москве в семье выходца из Польши Бенедикта Носека.
В начале XX века его отец переехал на Украину, где изменил свою фамилию на «Носик» (по другим сведениям — отец родился на Украине, а фамилию ему изменила паспортистка, сделав случайную ошибку). На Украине отец женился на каширской мещанке Александре Субботиной. В 1940 году у них родился первый сын — Валерий, а в 1948 году второй — Владимир.
В 1970 году Владимир Носик окончил Всесоюзный государственный институт кинематографии (мастерская Бориса Бабочкина).
С 1970 по 1995 год — состоял в труппе Театра-студии киноактёра, с 1995 года работает в Государственном академическом драматическом Малом театре. Член КПСС с 1974 года.

## Семья
- Брат — актёр Валерий Носик (1940—1995).
- Племянник — актёр Александр Носик (род. 1971).
- Женат на Елене Александровне Зиничевой. Трое детей:
  - Тимофей (1978—2002) — окончил экономический факультет ВГИКа. Работал исполнительным директором на кинопроектах («Бумер»), клипах (для «Би-2», «Сеtи», «Сегодняночью») и рекламных роликах. Погиб в Кармадонском ущелье при сходе ледника Колка 20 сентября 2002 года, в составе группы Сергея Бодрова-младшего во время съёмок фильма «Связной». В декабре того же года у Тимофея родилась дочь[4].
  - близнецы (род. 1984): Екатерина — окончила актёрский факультет ГИТИС-РАТИ и Дарья — окончила актёрский факультет Высшего театрального училища им. М. С. Щепкина, обе актрисы.

## Театральные работы

### Государственный театр киноактёра
- «Дурочка» Лопе де Вега
- «Чудо святого Антония» М. Метерлинка
- «Комедия ошибок» У. Шекспира
- «За мёртвыми душами» Н. В. Гоголя
- «Директор» Ю. Нагибина
- «Таня» А. Арбузова
- «Тень» Е. Шварца

### Малый театр
- «Преступная мать, или Второй Тартюф» П. О. Бомарше — господин Фаль
- «Пир победителей» А. И. Солженицына — Прокопович
- «Конёк-горбунок» П. П. Ершова — Городничий
- «Царь Иоанн Грозный» А. К. Толстого — первый волхв
- «Трудовой хлеб» А. Н. Островского — Корпелов
- «Снежная королева» Е. Шварца — Сказочник
- «Князь Серебряный» А. К. Толстого — Басманов-старший и Василий Блаженный
- «Свои люди — сочтёмся!» А. Н. Островского — Рисположенский
- «Дядя Ваня» А. П. Чехова — Телегин
- «Король Густав Васа» А. Стриндберга — Стенбокк
- «Ревизор» Н. В. Гоголя — Гибнер и Шпекин
- «Три сестры» А. П. Чехова — Чебутыкин
- «Дмитрий Самозванец и Василий Шуйский» А. Н. Островского — Мстиславский
- «Сон героини» А. Галина — Горячев
- «Визит старой дамы» Ф. Дюрренматта — Учитель
- «Мёртвые души» Н. В. Гоголя по сценарию М. А. Булгакова Похождения Чичикова, или Мёртвые души (режиссёр — Алексей Дубровский) — Губернатор

## Фильмография
1. 1966 — Иду искать — деревенский парень, турист в Кремле
2. 1969 — Две улыбки — Вдовин
3. 1969 — Король манежа —  Анохин, геодезист
4. 1969 — Мой папа — капитан — Михаил Локотков, студент-киношник
5. 1969 — Преступление и наказание — трактирный слуга
6. 1970 — Город первой любви — лейтенант
7. 1971 — Обвиняются в убийстве — Вячеслав Шкуть
8. 1971 — Смертный враг — чернявый комсомолец
9. 1971 — Ты и я — Колька
10. 1972 — Адрес вашего дома —
11. 1972 — Визит вежливости — Казицкий
12. 1972 — Инженер Прончатов — Евгений Матвеевич Кетской
13. 1972 — Пётр Рябинкин — рядовой Утехин
14. 1973 — Самый последний день — Сергей
15. 1973 — Улица без конца — Виктор
16. 1973 — Города и годы — Альберт
17. 1973 — Эта весёлая планета — Валерик («Звездочёт»)
18. 1973 — Жили три холостяка — Константин Аркадьевич, аспирант
19. 1973 — Зарево над Дравой — эпизод
20. 1973 — Исполнение желаний — Хомутов
21. 1973 — Океан — Задорнов
22. 1973 — Райские яблочки — эпизод
23. 1973 — Чёрный принц — Константин Васильевич Журавлёв, милиционер
24. 1974 — Вольному — воля — Мишка
25. 1974 — Если это не любовь, то что же? —
26. 1974 — Кыш и Двапортфеля — Сергей, студент
27. 1974 — Любовь земная — Юрка
28. 1974 — Станция Щеглово —
29. 1975 — Алмазы для Марии — Митя
30. 1975 — Краткие встречи на долгой войне — инструктор (нет в титрах)
31. 1975 — Когда наступает сентябрь — Гена, слесарь
32. 1975 — Под крышами Монмартра — Анри, поэт
33. 1976 — Жизнь и смерть Фердинанда Люса — Ломер, полицейский
34. 1976 — Развлечение для старичков — Федя
35. 1976 — Солдаты свободы — боец отряда Величко
36. 1977 — Солнце, снова солнце — Киря
37. 1977 — А у нас была тишина — дядя Юрка, муж Лиды
38. 1977 — И это всё о нём — Александр Пилипенко, лейтенант, участковый инспектор милиции
39. 1977 — Кафе «Изотоп» — Дёмкин
40. 1977 — Левый поворот — Саша
41. 1977 — Пыль под солнцем — Медведь
42. 1977 — У нас новенькая — Сергей Петрович, мастер РСУ
43. 1977 — Шопен, соната номер два — Паша
44. 1978 — Дебют — Гришка
45. 1978 — По улицам комод водили (новелла № 8 «Урок») — Виктор Иванович Матюшкин, начальник
46. 1978 — Срочный вызов — житель деревни Выселки
47. 1978 — Тактика бега на длинную дистанцию — Михаил Адамчик, партизан-проводник
48. 1978 — Только каплю души —
49. 1979 — До последней капли крови —
50. 1979 — Мишка на севере —
51. 1979 — Опасные друзья — Константин Тимофеевич Кукушкин («Валет»)
52. 1979 — Соседи — Николай Порошко
53. 1979 — Удивительные приключения Дениса Кораблёва — отец Дениса Кораблёва
54. 1980 — Иначе нельзя — Алексей Ершов
55. 1980 — Коней на переправе не меняют — шофёр
56. 1980 — О бедном гусаре замолвите слово — Симпомпончик, гусар
57. 1980 — Расследование — Михлин, капитан милиции
58. 1980 — Три года — Кочевой
59. 1981 — Тайна записной книжки — следователь
60. 1982 — Звёздная командировка — Тишкин
61. 1982 — Инспектор Лосев — Игорь Откаленко, инспектор уголовного розыска
62. 1983 — Взятка — В. Цветков, журналист
63. 1983 — Внезапный выброс — Маныч
64. 1983 — Ворота в небо — Иващенко
65. 1983 — Героическая пастораль — советский солдат
66. 1983 — Дело для настоящих мужчин — Константин Соколов
67. 1983 — Обещаю быть!… — Владимир Калинин
68. 1983 — Петля — Игорь Откаленко, инспектор уголовного розыска
69. 1984 — Гостья из будущего — дед Павел / Весельчак У в его образе / текст за кадром (содержание серий)
70. 1984 — Зачем человеку крылья — председатель колхоза
71. 1984 — Инопланетянка — Игорь Блинков
72. 1984 — Ребячий патруль — завхоз
73. 1984 — Что у Сеньки было — отец Сеньки
74. 1984 — Шутки в сторону — отец Димы
75. 1985 — Жил отважный капитан — Чухляев
76. 1985 — Как стать счастливым — учёный, сотрудник Института мозга
77. 1985 — Опасно для жизни! — Максим Аркадьевич Дмитриев, жених Катерины Ивановны
78. 1985 — Пять минут страха — Белянчиков, майор милиции
79. 1985 — Самая обаятельная и привлекательная — Гена Сысоев, техник из лаборатории, напарник Нади по игре в пинг-понг
80. 1985 — С юбилеем подождём — Иван Булыга
81. 1986 — Без сына не приходи! — Степанов
82. 1986 — Зонтик для новобрачных — Фроликов, милиционер-гаишник
83. 1986 — Путешествие мсье Перришона — станционный служащий
84. 1986 — Хорошо сидим! — тележурналист
85. 1987 — Лиловый шар — Ууух, волшебник
86. 1987 — Нетерпение души — Андрей Михайлович Зернов
87. 1988 — За всё заплачено — шофёр «Дуся» из банды «Марадоны»
88. 1989 — Вход в лабиринт — Спиркин
89. 1989 — Гу-га — Никитин
90. 1989 — Две стрелы. Детектив каменного века — «Длинноволосый»
91. 1990 — Мои люди — неприятный тип
92. 1990 — Потерпевший — Истратов
93. 1990 — Рок-н-ролл для принцесс — «Лом», воспитатель
94. 1991 — Заряженные смертью — Пётр Михайлович Голодов, старший мичман
95. 1992 — Грех — милиционер
96. 1992 — Три дня вне закона — Иван Локтев, односельчанин Андрея Вавилова
97. 1992 — Фанданго для мартышки — Фёдор
98. 1993 — Американский дедушка —  Гоша (Георгий Антонович) Гоголев
99. 1993 — Тутэйшия —
100. 1993 — Отряд «Д» — Борис
101. 1993 — Твоя воля, Господи! — Славка
102. 1994 — Анекдотиада, или История Одессы в анекдотах — Ришельё
103. 1994 — Триста лет спустя — Василий Иванович Тривилев
104. 1994 — Железный занавес — житель квартиры напротив
105. 1995 — Без ошейника — отец Олега Гудкова
106. 1996 — Кафе «Клубничка» —
107. 1996 — Королева Марго — трактирщик
108. 1999 — С новым счастьем! — Сеня
109. 1999 — Транзит для дьявола — Юрий Подземельцев
110. 1999 — Ультиматум — Владимир, инженер
111. 2000 — Аномалия — Филипп
112. 2000 — Лицо французской национальности — директор школы
113. 2001 — Дружная семейка — мастер по музыкальному центру
114. 2001 — Марш Турецкого 2 — Земляникин
115. 2001 — С новым счастьем! 2. Поцелуй на морозе — Сеня, электрик, муж Нади и друг Анатолия Васильева
116. 2001 — Сыщики (серия «Дом, где исчезают мужья») — Стрелкин
117. 2002 — Главные роли — дядя Гриша
118. 2002 — Кино про кино — Эрик, оператор
119. 2002 — Лифт уходит по расписанию — Семён Финкельштейн
120. 2002 — Племянник, или Русский бизнес 2 — Герман
121. 2002 — Улыбка Мелометы —
122. 2003 — Детектив по-русски — Смит и Папик
123. 2003 — Спасибо — Сигизмунд Львович Ботинкин, одинокий дьявол
124. 2003 — Спас под берёзами — дядя Шура
125. 2003 — Чистые ключи — Матвей Савельевич Кузнецов, агроном
126. 2003 — Юбилей прокурора — Дед Мороз
127. 2004 — Афромосквич — профессор
128. 2005 — Счастье ты моё — Смирнов, постовой
129. 2007 — Идеальная жена — сосед Олега
130. 2007 — На пути к сердцу — Кумпан
131. 2007 — Путешествие —
132. 2008 — Удачный обмен — Рафик
133. 2008 — Галина —
134. 2008 — Защита — генерал Верстаков
135. 2008 — Посторонний — психиатр
136. 2008 — Чемпион — дед Бехтерева
137. 2008 — Я знаю, как стать счастливым! —
138. 2009 — Райские яблочки. Жизнь продолжается — Пётр Валентинович
139. 2009 — Такова жизнь — отец Сени
140. 2010 — Земский доктор — Павел Петрович
141. 2010 — Последняя минута — Жора Наливахин
142. 2010 — Путейцы-2 —
143. 2010 — Тёмный мир — Сергей Рудольфович, руководитель экспедиции
144. 2011 — 1942 — Кутузов, старик
145. 2011 — Метод Лавровой — Иван Андреевич Садовский
146. 2011 — Пончик Люся — Борис Ильич, дед Люси
147. 2011 — Предсказание — Лев Иванович
148. 2011 — Сделано в СССР — Александр Кузьмич
149. 2011 — Чёрная метка — Николай Петрович
150. 2011 — Яблоневый сад — Сергей Сергеевич
151. 2011—2012 — Закрытая школа — Сергей Андреевич Крылов (Мартин фон Клаус), отец Елены и Егора Крыловых и Татьяны Захаровой, дед Дениса, нацист
152. 2012 — Берега — Доминиан
153. 2012 — Вероника. Потерянное счастье — Серов
154. 2012 — Дикий-3 — Лавр, криминалист
155. 2013 — Вверх тормашками — Василий Ларисович
156. 2013 — Дед —
157. 2013 — Женский день — Григорий Семёнович
158. 2013 — Мама-детектив (4-я серия) — Антон Антонович Громов, актёр
159. 2013 — Партия для чемпионки — сосед Станислава
160. 2013 — Редкая группа крови — дед Тихон
161. 2013 — Уйти, чтобы остаться — Фёдор Тимофеевич
162. 2014 — Дорога домой — Дмитрий Иванович Мезенцев
163. 2015 — Сельский учитель — Тихон Степанович, гончар
164. 2015 — Обратная сторона Луны 2 — Виктор Сергеевич Самосвалов, художник-реставратор
165. 2017 — Три сестры — Андрей Сергеевич Прозоров
166. 2017 — Короткие волны — Дмитрий Савельевич, радиолюбитель
167. 2018 — Каникулы президента — Сергей Иванович, отчим Зины
168. 2018 — Никто не узнает — Отец Мити
169. 2020 — Старые кадры — Леонид Николаевич

### Киножурнал «Ералаш»
1. 1986 — Выпуск № 57 (сюжет «Друг человека»)[5] — папа мальчика, мечтавшего о магнитофоне
2. 1994 — Выпуск № 103 (сюжет «Чужой (наш ужастик)»)[6] — Фредди Крюгер / папа Вовы

## Награды
- Заслуженный артист Российской Федерации (10 ноября 1993 года) — за заслуги в области киноискусства[7].
- Народный артист Российской Федерации (31 марта 2016 года) — за большие заслуги в области театрального, кинематографического и музыкального искусства[1].
- Нагрудный знак Министерства культуры Российской Федерации «За вклад в российскую культуру» (2018 год)[8].
- Орден «За заслуги в культуре и искусстве» (3 апреля 2024 года) — за большой вклад в развитие отечественной культуры и искусства, многолетнюю плодотворную деятельность[9].